# August Kubizek
August Kubizek (3. august 1888 i Linz – 23. oktober 1956 i Eferding) var en af Adolf Hitlers ungdomsvenner. Han skrev om deres venskab i 1955 i hans bog Min Barndomsven Adolf Hitler.

## De tidlige år
August var det første og det eneste overlevende barn af Michael og Maria Kubizek. Hans søstre Maria, Therese og Karoline døde tidligt. Kubizek skrev senere, at det mindede meget om hans ven Adolf Hitlers situation. Hitlers mor havde også mistet fire børn tidligt i deres barndom. Som de eneste børn af en sørgende mor kunne Hitler og Kubizek ikke undgå at tro på, at  de var blevet skånet eller valgt af "skæbnen".
Som den eneste søn af en møbelpolstrermester forventedes August at overtage farens forretning, men inderst han drømte om at blive dirigent. Med Adolfs opmuntring satte August mere og mere af sin tid af til det. Han fik al den træning, der var mulig i Linz. Men hvis han skulle nå sin drøm, skulle han modtage uddannelse, der kun blev tilbudt i Wien.
Det var Adolf Hitler, der som attenårig overtalte Kubizeks far til at lade hans søn tage afsted. Det, skrev Kubizek, ændrede hans liv for altid.
Han blev straks optaget på konservatoriet i Wien, hvor han hurtigt skabte sig et navn.
Men Hitler blev nægtet adgang til Wiens kunstakademi.
Det holdt Hitler hemmeligt for Kubizek i noget tid. I 1908 sluttede Hitler brat venskabet og blev hjemløs. Kubizek afsluttede sine studier i 1912 og blev dirigent. Senere blev han tilbudt arbejde i Stadttheater i Klagenfurt, men hans musiske karriere blev kort og sluttede i starten af 1. verdenskrig, fordi han blev indkaldt til militæret. Før han tog til fronten, giftede han sig med Anna Funke (7. oktober 1887 - 4. oktober 1976), som var en violinist fra Wien, som Kubizek fik tre sønner med: Augustin, Karl Maria og Rudolf.
Fra august 1914 til november 1918 tjente Kubizek som soldat. I vinteren 1915 blev Kubizek såret ved Eperjes i Ungarn (nu Prešov i Slovakiet) og blev evakueret til Budapest i et ambulancetog. Efter krigen kom han med i kommunalbestyrelsen i Eferding, og musik blev hans hobby.

## Senere kontakt med Hitler
Efter at have set Hitler på forsiden af Münchner Illustrierte (cirka i 1920) begyndte Kubizek at følge sin barndomsvens karriere. Kubizek kontaktede ikke Hitler før 1933, hvor han skrev for at lykønske Hitler med stillingen som kansler af Tyskland. Seks måneder senere modtog Kubizek et uventet svar fra Hitler hvori han havde skrevet, "Det vil gøre mig meget glad... at genoplive vores minder fra de bedste år i mit liv sammen med dig." Tredive år efter Hitler havde afbrudt deres venskab blev han genforenet med Kubizek den 9. april 1938 under et besøg i Linz. De to genforenede venner snakkede sammen i over en time på Hotel Weinzinger, og Hitler tilbød Kubizek et dirigentjob i et orkester, men Kubizek afslog høfligt. Efter at have lært Kubizeks tre sønner at kende, insisterede Hitler på at betale deres uddannelse på Anton Bruckner Konservatoriet i Linz. Senere inviterede Hitler Kubizek til Bayreuther Festspiele i 1939 og i 1940; oplevelser som Kubizek kaldte "de glædeligste timer af min jordiske eksistens".
I 1938 blev Kubizek Nazipartiet bedt om at skrive to korte propagandapjecer Minder om sin ungdom med Hitler. I en af pjecerne skrev Kubizek, at Hitler var meget forelsket i Stefanie Rabatsch og at Hitler skrev mange kærlighedsdigte til hende, men aldrig sendte dem. Da Stefanie Rabatsch fandt ud af, hvad hun havde betydet for Hitlers, blev hun meget oprørt.
Sidste gang Kubizek så Hitler var den 23. juli 1940. Hitler sendte en frugtkurv til Kubizeks mor, da hun fyldte 80 år i 1944. Hitler fortalte Kubizek: "Denne krig vil sætte os langt tilbage i vores byggeprogram. Det er en tragedie. Jeg blev ikke kansler af Tyskland for at udkæmpe krige." 
Da Hitlers krigslykke begyndte at vende, meldte Kubizek, der havde undgået politik hele sit liv, sig ind i NSDAP i 1942 som en gestus af loyalitet mod sin ven.

## Senere liv, fængsling og erindringer
I december 1945 samlede Kubizek alle de postkort og andet, han havde fået af Hitler i deres ungdom, og skjulte dem i kælderen i sit hjem Eferding. Kort efter blev han arresteret og fængslet i Glasenbach, hvor han blev forhørt af 'U.S. Army Criminal Investigation Command' i 16 måneder. Hans hjem blev gennemsøgt, men hans skjulte ting blev ikke fundet. Han blev løsladt den 8. april 1947.
I 1951 skrev Kubizek bogen "Adolf Hitler, mein Jugendfreund" ("Adolf Hitler, min barndomsven") på Leopold Stocker Verlag. Det originale manuskript var på 293 sider med flere billeder. Mange af dem var postkort og skitser fra Hitler til Kubizek fra 1906 til 1908. Bogen er i tre dele og indeholder prologer, 24 kapitler og en epilog.
Bogen vakte stor opsigt, da den udkom i 1953, og blev oversat til flere sprog. I epilogen skrev Kubizek: "Selv om jeg fundamentalt upolitisk og individuelt altid undgik de politiske begivenheder, der sluttede i 1945, vil ingen magt på jorden kunne tvinge mig til at benægte mit venskab til Adolf Hitler."
Kubizeks anden kone og enke Pauline (1906-2001) sørgede for billederne til Stocker Verlags fjerde version af bogen fra 1975.
Han døde 68 år gammel den 23. oktober 1956 i Linz og er begravet i Eferding, Østrig. 